# Hersilia caudata
Espèce
Synonymes
- Hersilia diversa O. Pickard-Cambridge, 1876
- Hersilia hirtiventris Benoit, 1967

Hersilia caudata est une espèce d'araignées aranéomorphes de la famille des Hersiliidae.

## Distribution
Cette espèce se rencontre, :
- au Cap-Vert, au Sénégal, au Mali, en Guinée, au Burkina, en Côte d'Ivoire, au Nigeria, au Cameroun, au Tchad, en Somalie, au Soudan et en Égypte ;
- en Israël et au Xinjiang en Chine.

## Description
Les mâles mesurent de 5,25 à 9,30 mm et les femelles de 7,04 à 11,44 mm,.

## Publication originale
- Audouin, 1826 : Explication sommaire des planches d'arachnides de l'Égypte et de la Syrie publiées par J. C. Savigny, membre de l'Institut; offrant un exposé des caractères naturels des genres avec la distinction des espèces. in Description de l'Égypte, ou Recueil des observations et des recherches qui ont été faites en Égypte pendant l'expédition de l'armée française. Histoire Naturelle, tome 1, partie 4, p. 99-186.